# Yeat
Noah Olivier Smith (Irvine, California, SAD, 26. veljače, 2000.), poznatiji po svom umjetničkom imenu Yeat, američki je reper.

## Diskografija
- Up 2 Me (2021.)
- 2 Alive (2022.)
- Afterlyfe (2023.)
- 2093 (2024.)

## Vanjske poveznice
- Službena web-stranica  Arhivirana inačica izvorne stranice od 11. prosinca 2022. (Wayback Machine)